# Galeotto Franciotti della Rovere

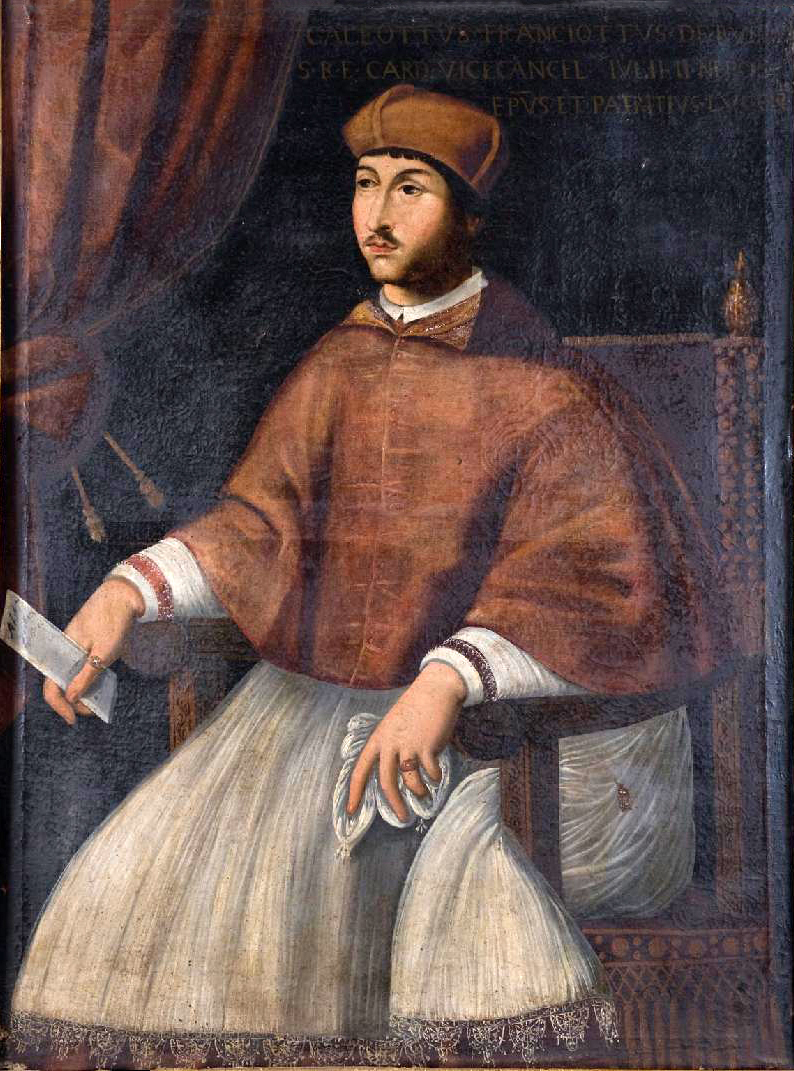
Kardinal Galeotto Franciotti della Rovere (Gemälde Anfang 17. Jh.)

Galeotto Franciotti della Rovere (* 1471 in Lucca; † 11. September 1507 in Rom) war ein Kardinal der Römischen Kirche.

## Leben
Galeottos Eltern waren Luchina della Rovere, Schwester von Papst Julius II., und Gian Francesco Franciotti. Aufgrund der Bedeutung der Familie seiner Mutter gaben sich ihre Nachkommen zusätzlich zu Franciotti den mütterlichen Nachnamen: Franciotti della Rovere.
Der Neffe von Bischof Bartolomeo und Papst Julius II. wurde im Oktober 1503 Bischof von Lucca und am 6. Dezember 1503 zum Kardinalpriester von San Pietro in Vincoli erhoben. Die Bischofsweihe spendete ihm am 9. April 1504 Papst Julius II. persönlich; Mitkonsekratoren waren Kardinal Antonio Gentile Pallavicini, Bischof von Orense, und Kardinal Giovanni San Giorgio, Bischof von Parma. Seit dem 30. August 1504 auch Apostolischer Administrator des Erzbistums Benevent, wurde er am 27. Mai 1505 zusätzlich Apostolischer Administrator von Cremona. Außerdem wurde er am 31. Mai 1505 Vizecamerlengo und im August 1507 Apostolischer Administrator des Bistums Vicenza. Ferner war er Kommendatarabt von Nonantola nahe Modena und von S. Benigno di Fruttuaria bei Turin.